# ʻOkina
| Forme della lettera ʻokina | Forme della lettera ʻokina |
| -------------------------- | --- |
| ʻOkina hawaiiana           | La lettera fakauʻa tongana o la ʻokina hawaiiana codificata come U+02BB (in Unicode), derivata dal carattere tipografico Gentium. |

La ʻokina, chiamata anche con vari altri nomi (vedi esempi sotto), è una lettera consonante unicamerale (cioè che ha un unico carattere e non distingue tra maiuscolo e minuscolo) usata all'interno dell'alfabeto latino per segnare il colpo di glottide, com'è utilizzato in molte lingue polinesiane.
| Area                   | Nome dialettale                   | Significato letterale                                    | Note |
| ---------------------- | --------------------------------- | -------------------------------------------------------- | --- |
| Hawaiiano              | ʻokina                            | separatore                                               | formalizzato transitoriamente |
| Tongano                | fakauʻa (onorifico per fakamonga) | creatore della gola                                      | formalizzato ufficialmente |
| Wallisiano (a ʻUvea)   | fakamoga                          | creatore della gola                                      | nessuno status ufficiale o tradizionale, può usare ' o ‘ o ' |
| Tahitiano              | ʻeta                              | ʻetaʻeta = indurire                                      | nessuno status ufficiale o tradizionale, può usare ' o ‘ o ' |
| Maori delle Isole Cook | ʻamata o ʻakairo ʻamata           | "Hamza" o "segno di hamza"                               | nessuno status ufficiale o tradizionale, può usare ' o ‘ o ' o niente |
| Samoano                | koma liliu                        | 'virgola rovesciata' - virgola (koma) rovesciata (liliu) | formalizzato ufficialmente (ministero Istruzione 2012), spesso sostituita da un apostrofo nelle pubblicazioni moderne, riconosciuto dagli studiosi e dalla comunità samoani. |

## Nomi geografici negli Stati Uniti
Nel 1995 La Commissione per i nomi geografici (United States Board on Geographic Names) cominciò a cambiare la sua politica di lungo periodo e sta ora utilizzando l'ʻOkina e il Kahakō nel Sistema informativo dei nomi geografici (Geographic Names Information System, GNIS).

## Codifica e visualizzazione della glottidale polinesiana

### Vecchie convenzioni
In ASCII semplice la glottidale è a volte rappresentata dal carattere dell'apostrofo ('), valore ASCII 39 nel sistema decimale e 27 nel sistema esadecimale, che nella maggior parte delle serie di caratteri usati attualmente è reso come un apostrofo diritto, simile a quelli dell'elaborazione dati o della macchina da scrivere, com'è del resto specificato anche in Unicode. Ma in alcune serie di caratteri più vecchie, specialmente quelle usate su piattaforme Unix-like e collegate e su uno schermo di MS-DOS, è reso come una virgoletta singola destra (che è la forma sbagliata).
Un metodo "ipercorretto" (cioè, scorretto) per il testo in ASCII semplice è di usare U+0060 accento grave (`) (definito impropriamente "carattere di retrocitazione" [back-quote character]), che in alcune serie di caratteri più vecchie visualizza effettivamente un glifo simile a una virgoletta singola sinistra. Tuttavia, nelle serie di caratteri più nuove, ha una pronunciata inclinazione a sinistra e può apparire inappropriato. Un vantaggio (parziale) è che quando un elenco di parole è ordinato alfabeticamente, la "`" spesso viene dopo la "z", esattamente come dovrebbe essere nella lingua tongana (va detto non così nella maggior parte delle altre lingue polinesiane, dove dovrebbe essere ignorata). È ancora utile come ripiego quando devono essere immesse parole in una base dati con una capacità troppo limitata dell'insieme dei caratteri per avere il carattere della ʻokina distinto dall'apostrofo.

### Il nuovo standard e i problemi transitori
Secondo Unicode, il punto di codifica per la ʻokina è il carattere Unicode U+02BB MODIFIER LETTER TURNED COMMA ( ʻ ) che può essere reso in HTML dall'entità &#699; (o in forma esadecimale &#x02BB;).
Ma la mancanza di supporto per questo carattere nelle serie più vecchie (e in molte serie più nuove), insieme alla grande quantità di dati utilizzati in precedenza e di spese in tempo e denaro necessarie per convertire, ha impedito un uso facile e universale del nuovo carattere. I computer basati sul macOS della Apple non hanno alcun problema con il glifo, ma Microsoft Windows in particolare sì, anche se non è più un problema in Internet Explorer 7 come era nelle versioni precedenti. U+02BB dovrebbe essere il valore usato nel codificare i nuovi dati quando l'uso atteso dei dati lo permetterà.
Questo è anche un carattere appropriato per una traslitterazione in lettere latine della lettera ebraica ʻáyin e della lettera araba ʻayn. Esse a volte sono rese anche da un semicerchio in apice con l'apertura a destra ( ʿ ) o addirittura, come ripiego tipografico, da una c in apice ( c ).
Unicode codifica un colpo di glottide in U+02C0 MODIFIER LETTER GLOTTAL STOP (ˀ), ma questo è inteso per l'uso dell'IPA, ed è inappropriato per la ʻokina.
Il suo orientamento e la sua curva non dovrebbero dipendere dallo stile degli apostrofi nella serie di caratteri (così anche usare un apostrofo sinistro è sbagliato, perché può essere tracciato o come una virgola allo specchio non incurvata in apice, o come un apostrofo a forma di 6 in apice).
Gli autentici testi polinesiani tuttavia tracciano la ʻokina in un modo molto diverso, e questo non somiglia affatto all'apostrofo, all'apostrofo allo specchio, alla virgola rovesciata o alla lettera accentata. La lettera della ʻokina polinesiana è più simile a un apostrofo sinistro a forma di 9, girato circa da 60 a 90 gradi in senso antiorario.

## Approssimazioni sperimentali

### Un espediente per la visualizzazione
Poiché in molte serie tipografiche questo carattere non si trova, potrebbe non apparire correttamente su tutti i sistemi informatici e in tutte le configurazioni. Di conseguenza, laddove dovrebbe essere usato correttamente U+02BB, si usa invece talvolta il carattere di punteggiatura Unicode U+2018 LEFT SINGLE QUOTATION MARK, ‘, rappresentato dall'entità HTML &lsquo;. È quasi identico nell'aspetto a U+02BB, ma è trattato dalle applicazioni come un segno di punteggiatura piuttosto che come una lettera.
In termini pratici, questo ha importanza solo con riferimento alle interruzioni di pagina, all'unione delle parole mediante il trattino e all'uso delle maiuscole; queste di solito creano qualche problema. Questo simbolo si usa al posto del simbolo raccomandato della virgola rovesciata nelle traslitterazioni dalle lingue semitiche, per assicurare la corretta visualizzazione nel maggior numero di programmi di navigazione.
Il problema di questo carattere della virgoletta singola sinistra è che, a seconda dello stile grafico della serie dei caratteri, la virgola singola può avere due forme molto diverse, una delle quali è incompatibile con la ʻokina:
- una virgola allo specchio diritta in apice, tracciata dal basso in alto e normalmente più spessa in basso a destra che in alto a sinistra. L'estremità più spessa in basso è incompatibile;
- il carattere di modifica virgola rovesciata, ma può darsi che sia ancora sbagliato in quanto potrebbe essere tracciato in alcuni modelli di caratteri come una linea diritta obliqua o come un cuneo senza la necessaria curva, oppure la curva potrebbe essere fatta in modo che il suo centro sia a sinistra o in alto a destra, mentre la curva della ʻokina dovrebbe essere centrata e aperta in basso o in basso a sinistra.

#### Un problema di espedienti
Oggi molti elaboratori di testi (programmi di videoscrittura) sono muniti di 'virgolette inglesi' (“ ”), che cambiano automaticamente l'apostrofo diritto (') e la virgoletta diritta (") in quelle curve. Se una virgoletta si presenta dopo uno spazio, si assume che sia una virgoletta aperta (la virgoletta sinistra), se altrove una virgoletta chiusa (la virgoletta destra). Questa politica permette anche all'apostrofo di essere trattato nello stesso modo. Chiaramente, non è questo il comportamento che si vuole per la glottidale. Si finirebbe con il testo pieno di glottidali 'ubriache', alcune che puntano a sinistra, altre che puntano a destra. Se non è disponibile un'apposita disposizione di tastiera polinesiana, un espediente è di inserire uno spazio "finto" prima di digitare la virgoletta (rendendola così una virgoletta sinistra, aperta), poi cancellare lo spazio.
La funzione standard annulla degli elaboratori di testi rimuove anche gli errori di autocorrezione, ad esempio usando l'icona annulla sulla barra degli strumenti o premendo CTRL-z nei più diffusi pacchetti per ufficio, dopo che avviene l'autocorrezione. In alternativa, se non vi sono esigenze particolari, si può anche disabilitare la funzione di autocorrezione.

#### Un altro pseudo-problema
In alcune serie di caratteri sans-serif non in grassetto e a dimensione normale, il carattere della virgoletta singola sinistra non appare nettamente diverso dall'apostrofo diritto o dal carattere della virgoletta singola destra. In hawaiiano, dove soltanto una di queste forme di virgolette curve è usata come lettera, questo conta poco. È più problematico nella visualizzazione delle traslitterazioni dalle lingue semitiche dove sono usati, con significati diversi, sia il carattere della virgoletta sinistra che quello della virgoletta destra.